# Rang (algèbre linéaire)
Pour les articles homonymes, voir Rang.
 (septembre 2023).
Si vous disposez d'ouvrages ou d'articles de référence ou si vous connaissez des sites web de qualité traitant du thème abordé ici, merci de compléter l'article en donnant les références utiles à sa vérifiabilité et en les liant à la section « Notes et références ».
En algèbre linéaire :
- le rang d'une famille de vecteurs est la dimension du sous-espace vectoriel engendré par cette famille. Par exemple, pour une famille de vecteurs linéairement indépendants, son rang est le nombre de vecteurs ;
- le rang d'une application linéaire {\displaystyle f} de {\displaystyle E} dans {\displaystyle F} est la dimension de son image, qui est un sous-espace vectoriel de {\displaystyle F}. Le théorème du rang relie la dimension de {\displaystyle E}, la dimension du noyau de {\displaystyle f} et le rang de {\displaystyle f} ;
- le rang d'une matrice est le rang de l'application linéaire qu'elle représente, ou encore le rang de la famille de ses vecteurs colonnes ;
- le rang d'un système d'équations linéaires est le nombre d'équations que compte tout système échelonné équivalent. Il est égal au rang de la matrice des coefficients du système.

## Rang d'une matrice
Le rang d'une matrice {\displaystyle A} (dont les coefficients appartiennent à un corps commutatif de scalaires, {\displaystyle \mathbb {K} }), noté {\displaystyle {\text{rg}}(A)}, est :
- le nombre maximal de vecteurs lignes (ou colonnes) linéairement indépendants ;
- la dimension du sous-espace vectoriel engendré par les vecteurs lignes (ou colonnes) de {\displaystyle A} ;
- le plus grand des ordres des matrices carrées inversibles extraites de {\displaystyle A} ;
- le plus grand des ordres des mineurs non nuls de {\displaystyle A} ;
- la plus petite des tailles des matrices {\displaystyle B} et {\displaystyle C} dont le produit est égal à {\displaystyle A}.

Tous ces nombres sont bien égaux.
On peut déterminer le rang en procédant à une élimination via la méthode de Gauss-Jordan et en examinant la forme échelonnée obtenue de cette manière.

### Exemple
Soit la matrice suivante : 
{\displaystyle A={\begin{pmatrix}1&0&2&3\\2&0&4&6\\0&2&2&0\\1&2&4&3\\\end{pmatrix}}}
On appelle {\displaystyle l_{1},l_{2},l_{3},l_{4}} les vecteurs formés par les quatre lignes de {\displaystyle A}.
On voit que la 2e ligne est le double de la première ligne, donc le rang de {\displaystyle A} est égal à celui de la famille {\displaystyle (l_{1},l_{3},l_{4})}.
On remarque aussi que la 4e ligne peut être formée en additionnant les lignes 1 et 3 (c'est-à-dire {\displaystyle l_{4}=l_{1}+l_{3}}). Donc le rang de {\displaystyle (l_{1},l_{3},l_{4})} est égal à celui de {\displaystyle (l_{1},l_{3})}.
Les lignes 1 et 3 sont linéairement indépendantes (c'est-à-dire non proportionnelles). Donc {\displaystyle (l_{1},l_{3})} est de rang 2. 
Finalement, le rang de {\displaystyle A} est 2.
Une autre manière est de calculer une forme échelonnée de cette matrice. Cette nouvelle matrice a le même rang que la matrice originale, et le rang correspond au nombre de ses lignes qui sont non nulles. Dans ce cas, nous avons deux lignes qui correspondent à ce critère.
{\displaystyle A'={\begin{pmatrix}1&0&2&3\\0&1&1&0\\0&0&0&0\\0&0&0&0\\\end{pmatrix}}}
On remarque que le rang d'une matrice donnée est égal au rang de sa transposée. Pour l'exemple, prenons la transposée de la matrice A ci-dessus :
{\displaystyle ^{\text{t}}A={\begin{pmatrix}1&2&0&1\\0&0&2&2\\2&4&2&4\\3&6&0&3\\\end{pmatrix}}}
On voit que la 4e ligne est triple de la première, et que la troisième ligne moins la deuxième est double de la première.

Après échelonnement, on obtient donc : 
{\displaystyle {\begin{pmatrix}1&2&0&1\\0&0&1&1\\0&0&0&0\\0&0&0&0\\\end{pmatrix}}}
et le rang de cette matrice est bien 2.

## Rang d'uneforme quadratique
Le rang d'une forme quadratique est le rang de la matrice associée.

## Rang d'une application linéaire
Étant donnés deux {\displaystyle \mathbb {K} }-espaces vectoriels {\displaystyle E}, {\displaystyle F}, où {\displaystyle \mathbb {K} } est un corps commutatif, et une application linéaire {\displaystyle f} de {\displaystyle E} dans {\displaystyle F}, le rang de {\displaystyle f} est la dimension de l'image de {\displaystyle f}.
Si {\displaystyle E} et {\displaystyle F} sont de dimensions finies, c'est aussi le rang de la matrice associée à {\displaystyle f} dans deux bases de {\displaystyle E} et {\displaystyle F}. En particulier, le rang de la matrice associée à {\displaystyle f} ne dépend pas des bases choisies pour représenter {\displaystyle f}. En effet, la multiplication à droite ou à gauche par une matrice inversible ne modifie pas le rang, ce qui amène {\displaystyle {\text{rg}}\left(P^{-1}AQ\right)={\text{rg}}(A)}, où {\displaystyle A} est la matrice représentant {\displaystyle f} dans un premier couple de bases, et {\displaystyle P}, {\displaystyle Q} des matrices de changement de base.

## Rang d'une famille de vecteurs
- Pour une famille, son rang correspond au nombre maximal de vecteurs que peut contenir une sous-famille libre de cette famille.
- On peut aussi définir le rang d'une famille {\displaystyle u} par : {\displaystyle {\text{rg}}(u)=\dim({\text{Vect}}(u))}.

Remarque : si {\displaystyle (u_{1},\dots ,u_{n})} est une famille de vecteurs indexée par les entiers de 1 à {\displaystyle n}, alors le rang de {\displaystyle u} est le rang de l'application linéaire{\displaystyle \mathbb {K} ^{n}\rightarrow E:(r_{1},\dots ,r_{n})\mapsto \sum r_{i}u_{i}}où {\displaystyle \mathbb {K} } est le corps des scalaires.
La raison est la suivante : {\displaystyle {\text{Vect}}(u)} est l'image de cette application linéaire.

## Propriétés
Soient A, B et C des matrices. 
- Inégalité de Frobenius : {\displaystyle {\text{rg}}(AB)+{\text{rg}}(BC)\leqslant {\text{rg}}(ABC)+{\text{rg}}(B)}

- (Cas particulier) Inégalité de Sylvester : si {\displaystyle A} a {\displaystyle n} colonnes et {\displaystyle B} a {\displaystyle n} lignes, alors {\displaystyle {\text{rg}}(A)+{\text{rg}}(B)-n\leqslant {\text{rg}}(AB)}

- Théorème du rang : {\displaystyle f} une application linéaire de {\displaystyle E} dans {\displaystyle F}, {\displaystyle \dim(E)={\text{rg}}(f)+\dim({\text{Ker}}(f))}
- Matrice transposée et application transposée : {\displaystyle {\text{rg}}(^{\mathrm {t} }A)={\text{rg}}(A)} et {\displaystyle {\text{rg}}(^{\mathrm {t} }f)={\text{rg}}(f)}
- Produit de matrices et composition d'applications linéaires : {\displaystyle {\text{rg}}(BA)\leqslant \min({\text{rg}}(B),{\text{rg}}(A))} et {\displaystyle {\text{rg}}(g\circ f)\leqslant \min({\text{rg}}(g),{\text{rg}}(f))} ; en particulier — par composition à gauche ou à droite par l'identité — le rang d'une application linéaire de {\displaystyle E} dans {\displaystyle F} est inférieur ou égal à {\displaystyle \dim(E)} et à {\displaystyle \dim(F)}
- Sous-additivité : {\displaystyle {\text{rg}}(A+B)\leqslant {\text{rg}}(A)+{\text{rg}}(B)}, avec égalité si, et seulement si, les images de {\displaystyle A} et {\displaystyle B} ne s'intersectent qu'en zéro et les images des transposées {\displaystyle ^{\mathrm {t} }A} et {\displaystyle ^{\mathrm {t} }B} ne s'intersectent qu'en zéro[1].
- Le rang d'une famille de vecteurs est invariant par opération élémentaire.
- Deux matrices sont équivalentes si et seulement si elles ont le même rang.
- L'application rang, de {\displaystyle M_{m,n}(\mathbb {R} )} dans {\displaystyle \mathbb {R} }, est semi-continue inférieurement.
- La plus grande fonction convexe fermée qui minore le rang sur la boule {\displaystyle {\mathcal {B}}:=\{A\in \mathbb {R} ^{m\times n}\mid \left\|A\right\|\leqslant 1\}}, où {\displaystyle \left\|A\right\|:=\max\{\left\|Ax\right\|_{2}\mid \left\|x\right\|_{2}\leqslant 1\}=\|\sigma (A)\|_{\infty }} (on a noté {\displaystyle \sigma (A)} le vecteur des valeurs singulières de {\displaystyle A}) est la restriction à cette boule de la norme nucléaire {\displaystyle \|\cdot \|_{*}}. De manière plus précise, si l'on définit {\displaystyle f:\mathbb {R} ^{m\times n}\to {\overline {\mathbb {R} }}} par {\displaystyle f={\operatorname {rg} }+{\mathcal {I}}_{\mathcal {B}}}, où {\displaystyle {\mathcal {I}}_{\mathcal {B}}} est l'indicatrice de {\displaystyle {\mathcal {B}}}, alors sa biconjuguée s'écrit {\displaystyle f^{**}=\left\|\cdot \right\|_{*}+{\mathcal {I}}_{\mathcal {B}}}[2],[3]. Sans restriction du rang à un ensemble, on obtient {\displaystyle \operatorname {rg} ^{**}=0}, une identité de peu d'utilité.

## Cas où le corps des scalaires n'est pas commutatif
Dans ce qui précède, on a supposé que le corps des scalaires est commutatif. On peut étendre la notion de rang d'une matrice au cas où le corps des scalaires n'est pas forcément commutatif, mais la définition est un peu plus délicate. 
Soient {\displaystyle \mathbb {K} } un corps non forcément commutatif et {\displaystyle M} une matrice à m lignes et n colonnes à coefficients dans {\displaystyle \mathbb {K} }. On appelle rang de {\displaystyle M} (par rapport à {\displaystyle \mathbb {K} }) la dimension du sous-espace engendré par les colonnes de {\displaystyle M} dans {\displaystyle \mathbb {K} ^{m}} muni de sa structure de {\displaystyle \mathbb {K} }-espace vectoriel à droite. On prouve que le rang de {\displaystyle M} est aussi égal à la dimension du sous-espace engendré par les lignes de {\displaystyle M} dans {\displaystyle \mathbb {K} ^{n}} muni de sa structure de \mathbb{K}-espace vectoriel à gauche.
Considérons par exemple un corps non commutatif {\displaystyle \mathbb {K} } et la matrice
{\displaystyle A:={\begin{pmatrix}a&1\\ca&c\\\end{pmatrix}}}, où {\displaystyle a} et {\displaystyle c} sont deux éléments de {\displaystyle \mathbb {K} } qui ne commutent pas (ces éléments sont donc non nuls).
Les deux lignes de cette matrice sont linéairement liées dans l'espace vectoriel à gauche {\displaystyle \mathbb {K} ^{2}}, car {\displaystyle c(a,1)-(ca,c)=(0,0)}. De même, les deux colonnes sont liées dans l'espace vectoriel à droite {\displaystyle \mathbb {K} ^{2}}, car {\displaystyle (a,ca)-(1,c)a=(0,0)}. Le rang de la matrice est donc égal à 1.
En revanche, les deux colonnes ne sont pas liées dans l'espace vectoriel à gauche {\displaystyle \mathbb {K} ^{2}}. En effet, soient {\displaystyle d} et {\displaystyle e} des scalaires tels que {\displaystyle d(a,ca)+e(1,c)=(0,0)}. Alors (premières composantes) {\displaystyle e=-da}, d'où (secondes composantes) {\displaystyle dca-dac=0}. Puisque {\displaystyle a} et {\displaystyle c} sont supposés ne pas commuter, ceci entraîne {\displaystyle d=0} (multiplier par {\displaystyle d^{-1}} pour obtenir une contradiction) et notre résultat {\displaystyle e=-da} donne {\displaystyle e=0}. Nous avons ainsi prouvé que les deux colonnes de la matrice sont linéairement indépendantes dans l'espace vectoriel à gauche {\displaystyle \mathbb {K} ^{2}}.